# Сільйоріго-де-Льєбана
Сільйоріго-де-Льєбана (ісп. Cillorigo de Liébana) — муніципалітет в Іспанії, у складі автономної спільноти Кантабрія. Населення — 1305 осіб (2009).
Муніципалітет розташований на відстані близько 320 км на північ від Мадрида, 70 км на південний захід від Сантандера.
На території муніципалітету розташовані такі населені пункти: Арманьйо, Бехес, Кабаньєс, Кастро-Сільйоріго, Коліо, Лебенья, Пендес, Віньйон, Кобенья, Пумаренья, Саларсон, Сан-Педро-де-Бедойя, Трільяйо, Есанос, Альєсо, Льяйо, Тама (адміністративний центр), Охедо.

## Демографія
Динаміка населення (INE ):

## Галерея зображень

Розташування муніципалітету